# Quincerot (Côte-d’Or)
Quincerot ist eine französische Gemeinde mit 78 Einwohnern (Stand: 1. Januar 2022) im Département Côte-d’Or in der Region Bourgogne-Franche-Comté (vor 2016 Burgund). Sie gehört zum Arrondissement Montbard und zum Gemeindeverband Montbardois. Die Bewohner werden Quincyssois genannt.

## Geografie
Die Gemeinde Quincerot liegt am Fluss Armançon, etwa in der Mitte zwischen den Städten Dijon und Auxerre sowie etwa sieben Kilometer westlich der Arrondissements-Hauptstadt Montbard. Umgeben wird Quincerot von den Nachbargemeinden Saint-Rémy im Nordosten, Montbard im Osten, Crépand im Südosten, Saint-Germain-lès-Senailly im Süden sowie Quincy-le-Vicomte im Westen. Durch das Gemeindegebiet von Quincerot führt die Fernstraße D 4 von Montbard nach Époisses.

## Ortsname
1801 hieß die Gemeinde für kurze Zeit Quincerot-lès-Montbard, um sie von der gleichnamigen Gemeinde Quincerot im Nachbardépartement Yonne besser unterscheiden zu können.

## Bevölkerungsentwicklung
| Jahr      | 1962 | 1968 | 1975 | 1982 | 1990 | 1999 | 2006 | 2012 | 2021 |
| Einwohner | 75   | 64   | 53   | 50   | 57   | 53   | 91   | 87   | 78   |

Im Jahr 1800 wurde mit 209 Bewohnern die bisher höchste Einwohnerzahl ermittelt. Die Zahlen basieren auf den Daten von cassini.ehess und INSEE.

## Sehenswürdigkeiten
- Kirche Saint-Charles-Borromée aus dem 18. Jahrhundert
- Burg mit Ursprüngen aus dem 13. Jahrhundert, heute in Privatbesitz, Monument historique seit 1976[4]
- zwei Lavoirs
- mittelalterliche Brücke über den Armançon

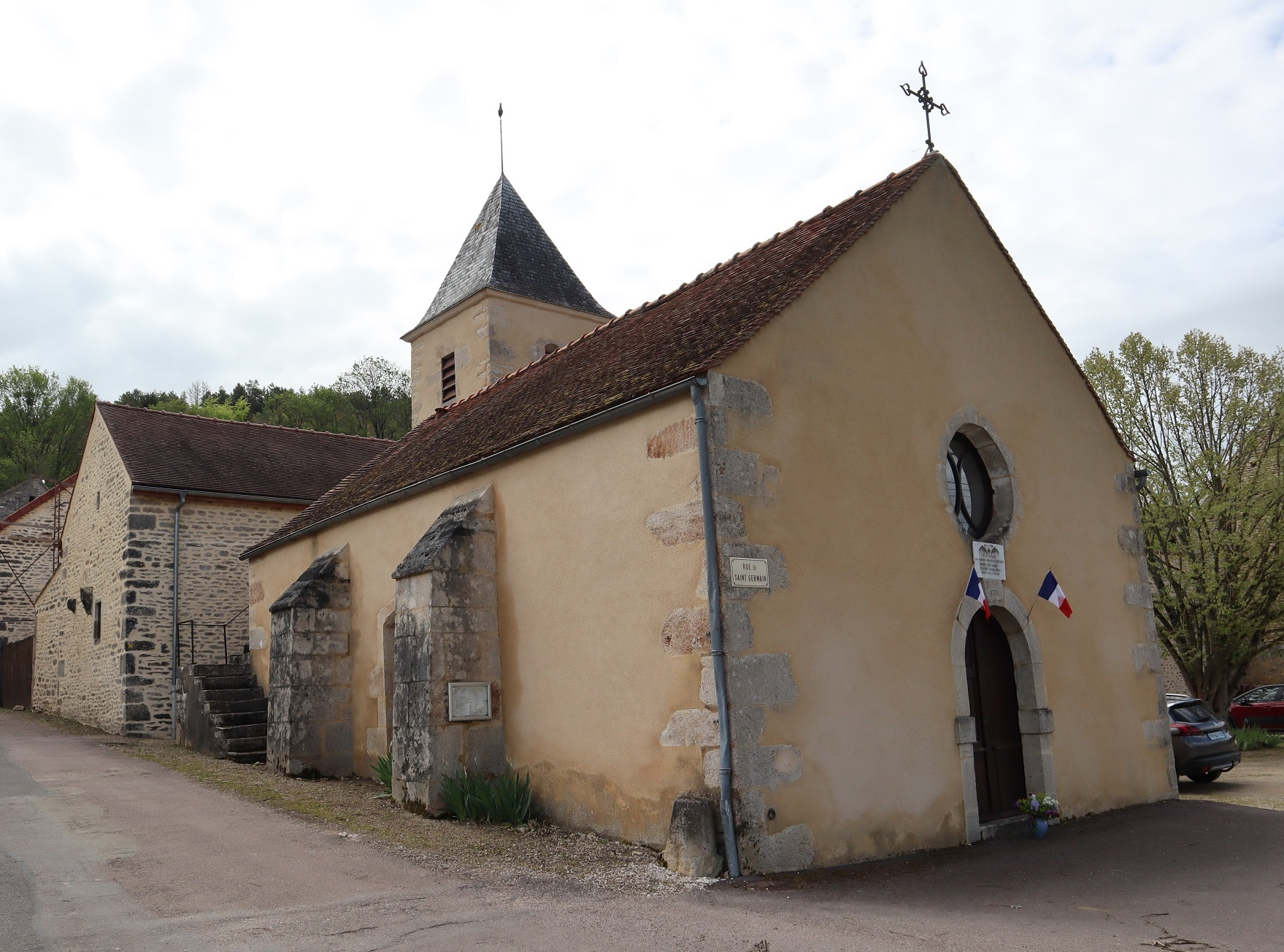
Kirche Saint-Charles-Borromée
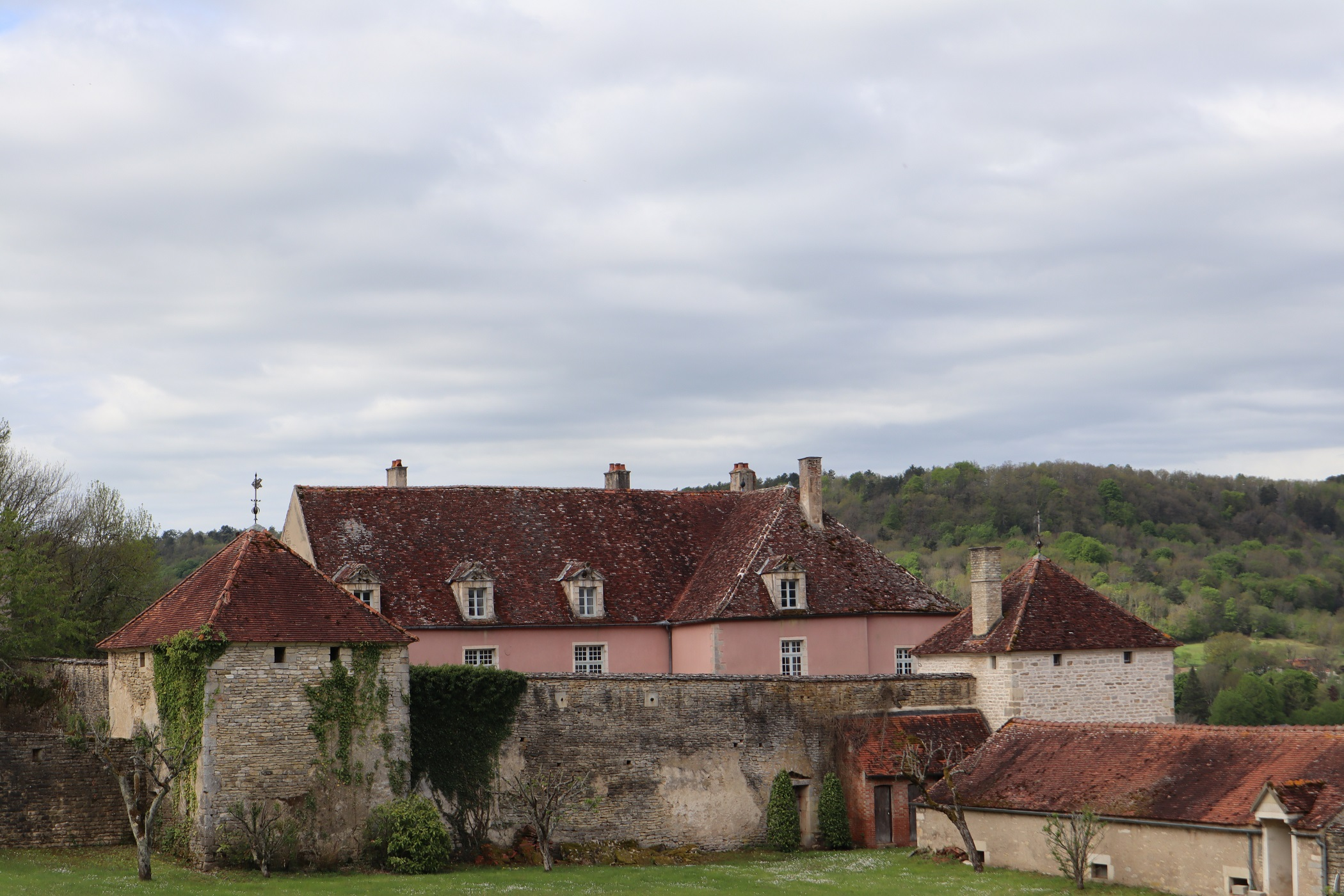
Burg Quincerot
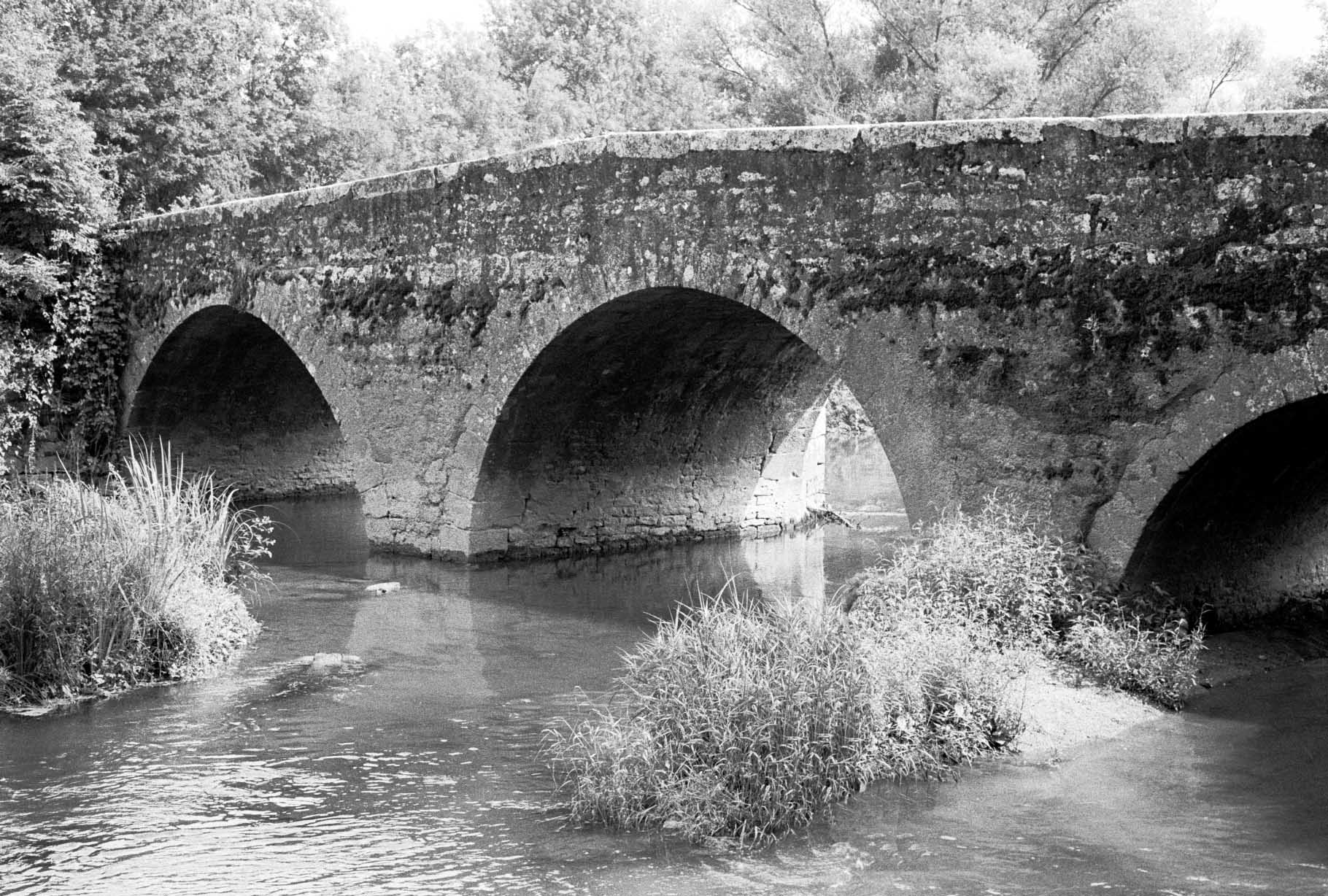
Mittelalterliche Brücke über den Armançon

## Wirtschaft und Infrastruktur
In Quincerot sind vier Künstleragenturen ansässig.
Quincerot liegt an der Fernstraße D4 von Saint-Rémy nach Époisses. 23 Kilometer südlich von Quincerot besteht ein Anschluss an die Autoroute A6 von Paris nach Lyon.